# El Palmaret
El Palmaret es un barrio de Alboraya, en Valencia. Está situado al sur de la localidad, delimitado por la calle Botánico Cabanilles, el paseo de Aragón, el límite con Valencia, y el antiguo trazado de las vías de Metrovalencia. Limita al norte con el casco antiguo de Alboraya y la zona del paseo de Aragón, al sur con los distritos de Benimaclet y Rascaña (Valencia) y la huerta de la partida de Masquefa, al este con la huerta de las partidas de Calvet y Masquefa y al oeste con San Lorenzo (Valencia) y Rei en Jaume. En 2024 contaba con una población de 8.067 habitantes.
El barrio de El Palmaret destaca por ser una de las zonas más modernas de Alboraya, con numerosos edificios construidos entre las décadas de los años 90, 2000 y 2010. Colinda con zonas de Valencia de reciente creación, como San Lorenzo y Camino de Vera, así como con importantes vías de la ciudad, como las avenidas Alfahuir o Hermanos Machado (Ronda Norte), que conectan en pocos minutos esta zona con los barrios de Benimaclet y Orriols. Estas características han ocasionado que El Palmaret se considere una zona joven, moderna e integrada en la ciudad de Valencia.

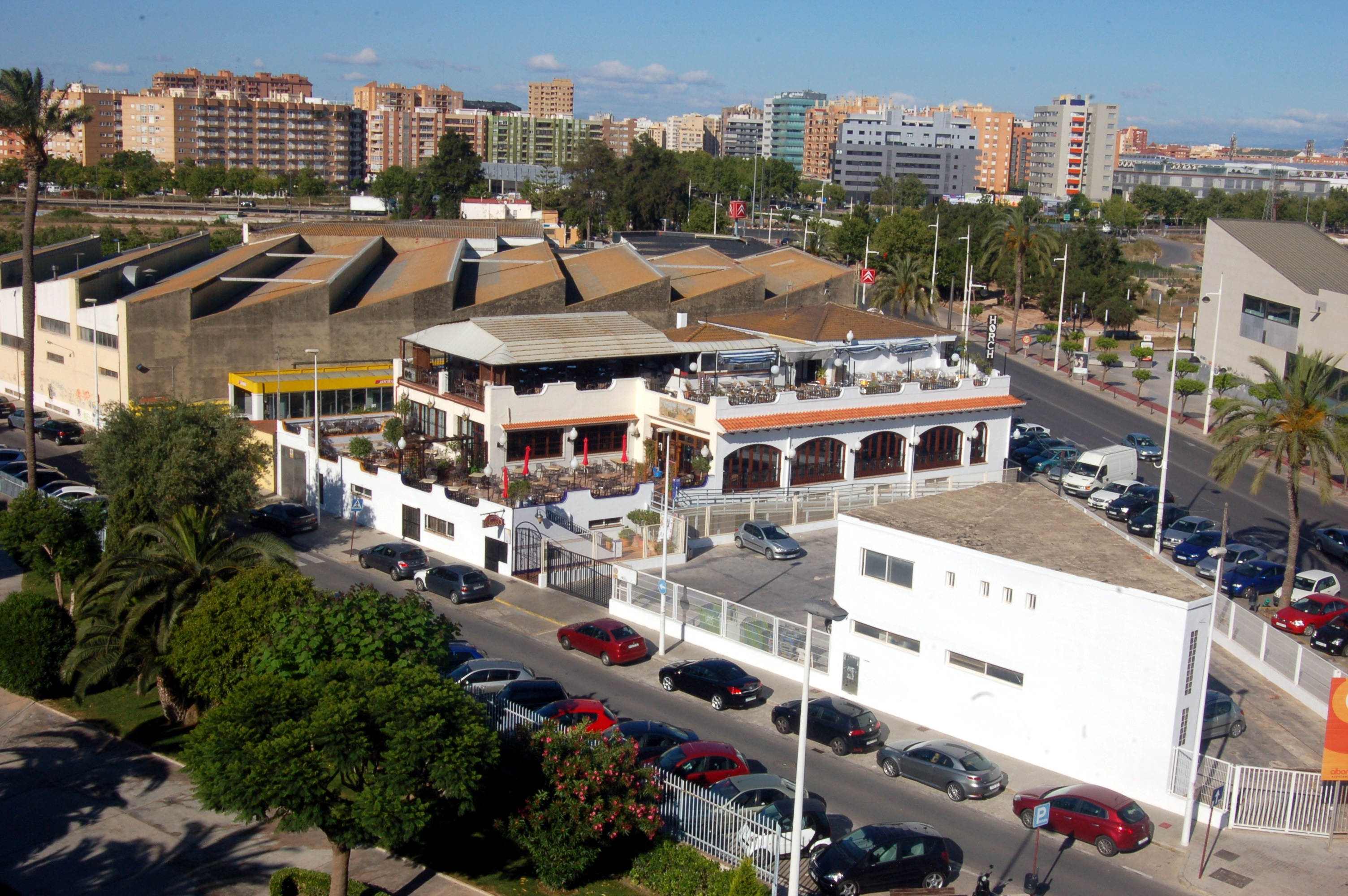
Límite de El Palmaret con Benimaclet y Rascaña en la confluencia de las avenidas de la Horchata, Hermanos Machado y Alfahuir

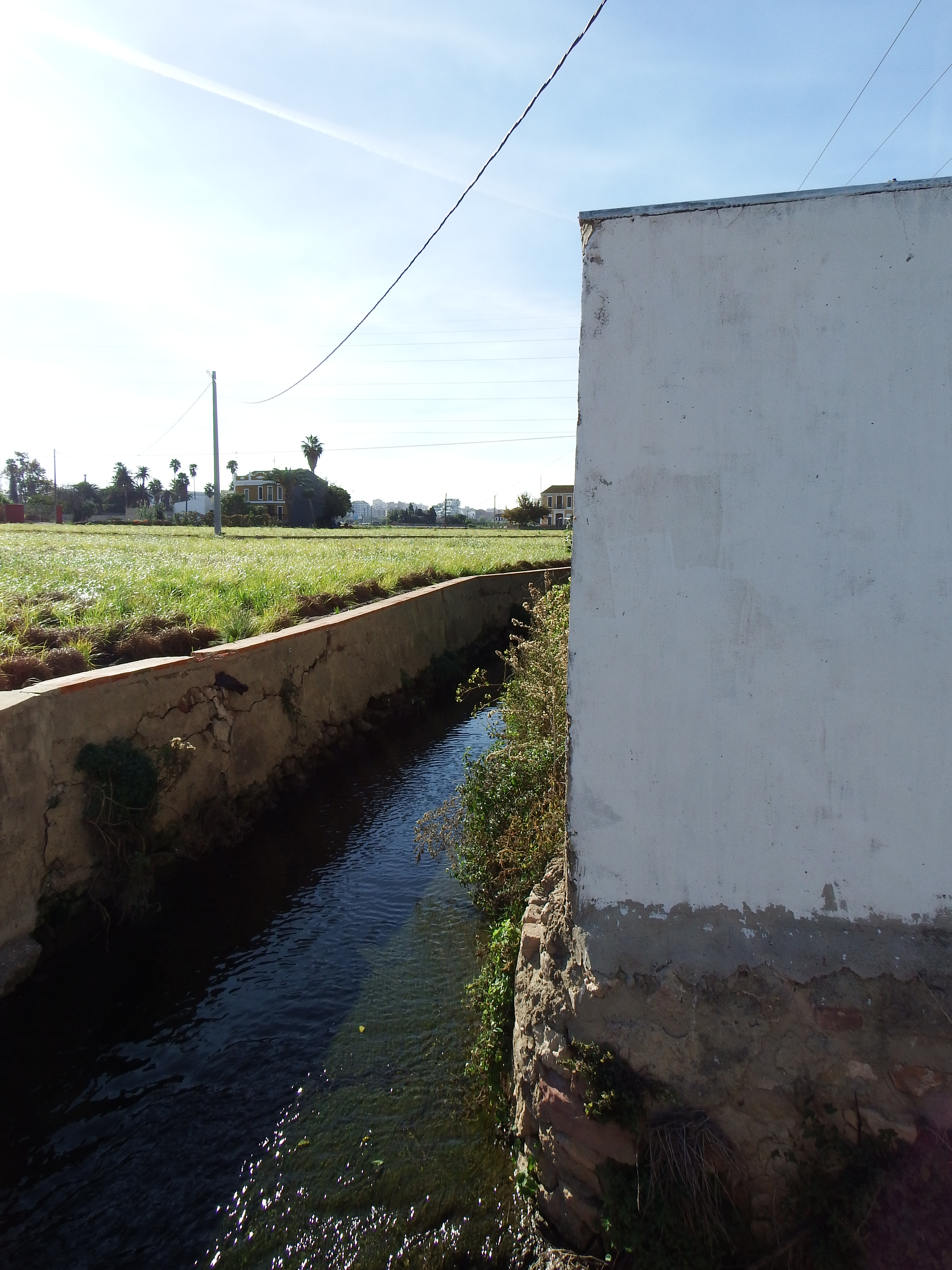
Acequia del Palmaret

## Toponimia
El nombre de Palmaret viene de la acequia o barranco del Palmar o Palmaret, que llega a Alboraya desde Tabernes Blanques y la huerta de San Lorenzo hasta las inmediaciones de la estación de metro Alboraya-Palmaret. A partir de este punto, la acequia pasa por debajo del barrio, recorriendo la calle Maestro Serrano en dirección este, y sale finalmente por el Paseo de Aragón hacia la huerta, quedando así El Palmaret construido sobre la acequia que le dio nombre.

## Historia

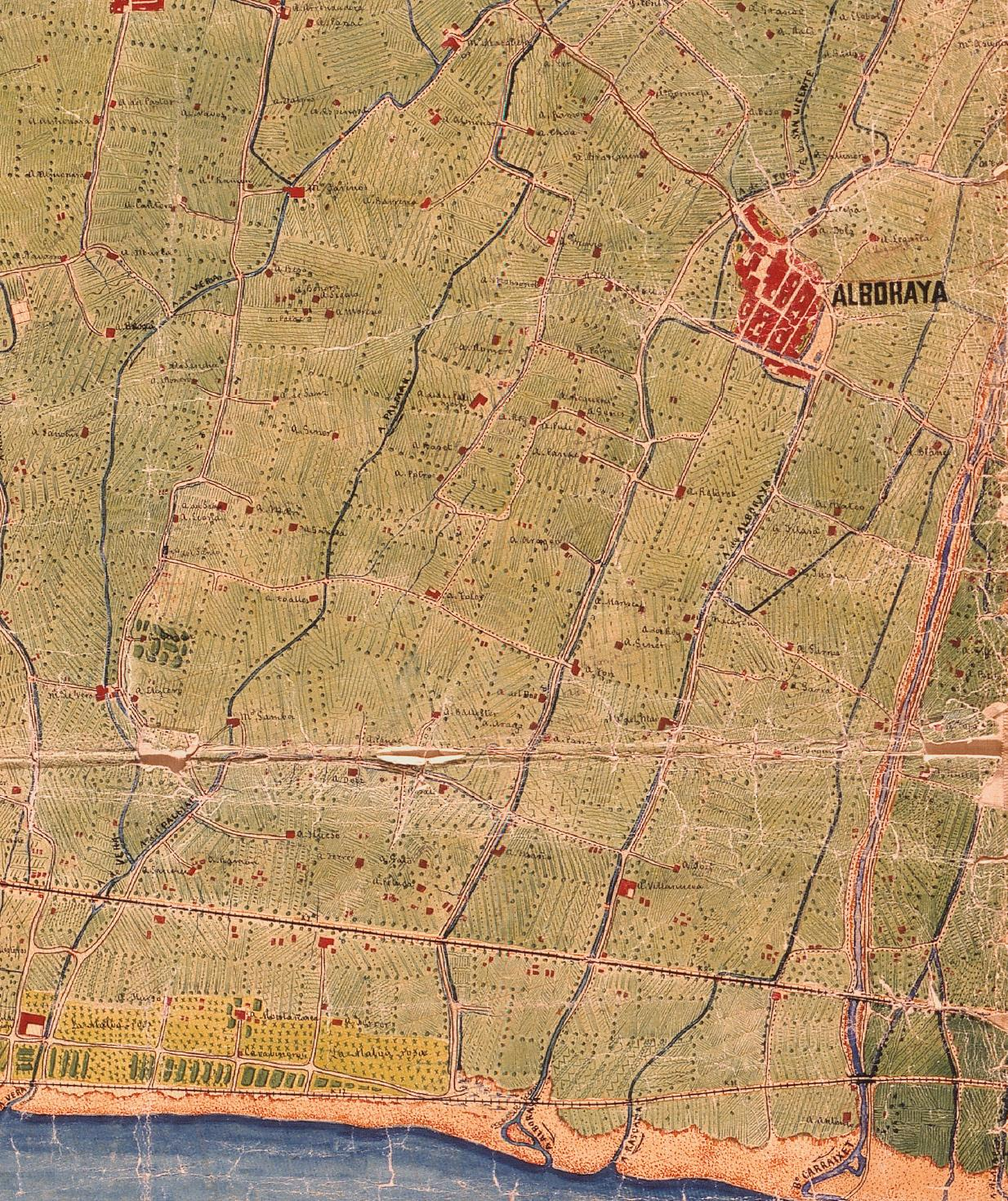
Mapa 1883. Acequia y huerta

Antiguamente, los terrenos que ocupa hoy el barrio eran campos de huerta. La población que habitaba estas tierras vivía en alquerías y casas de huerta diseminadas o formando pequeñas agrupaciones. Esta partida de huerta situada al sur de Alboraya estaba atravesada de oeste a este por el conocido como barranco o acequia del Palmar o Palmaret, que inicialmente recogía aguas sobrantes o de escorrentía, pero se incorporó al sistema de riego de la acequia de Rascaña en el siglo XIX. Debido a la presencia de dicha acequia, toda la zona empezó a conocerse como El Palmaret.
La urbanización del actual barrio de El Palmaret comenzó hacia la década de los años 70 del siglo XX. En un principio se construyeron tanto edificios de viviendas como naves industriales, lo que se conoció como Polígono Industrial del Palmaret. Por un lado, se construyó un primer ensanche al sur de la calle Botánico Cabanilles, en la zona colindante con el casco antiguo de Alboraya. Por otro lado, más al sur y separadas del resto de Alboraya por campos de huerta, se edificaron la calle Maestro Serrano y la avenida Ausiàs March, que acabaría constituyendo la vía principal del barrio junto con la avenida de la Horchata. Al nuevo barrio fue llegando gente joven de fuera de Alboraya, sobre todo de Valencia capital.
En las décadas de los años 90 y 2000 el barrio se desarrolló profundamente con numerosos edificios y calles nuevas, quedando definitivamente unido al casco urbano de Alboraya. Además, durante esta época se comenzaron a sustituir las naves industriales del antiguo Polígono Industrial del Palmaret por edificios residenciales o comercios. Sin embargo, esta reconversión de la zona industrial se alargó hasta décadas posteriores, y en la década de 2020 todavía no ha culminado.

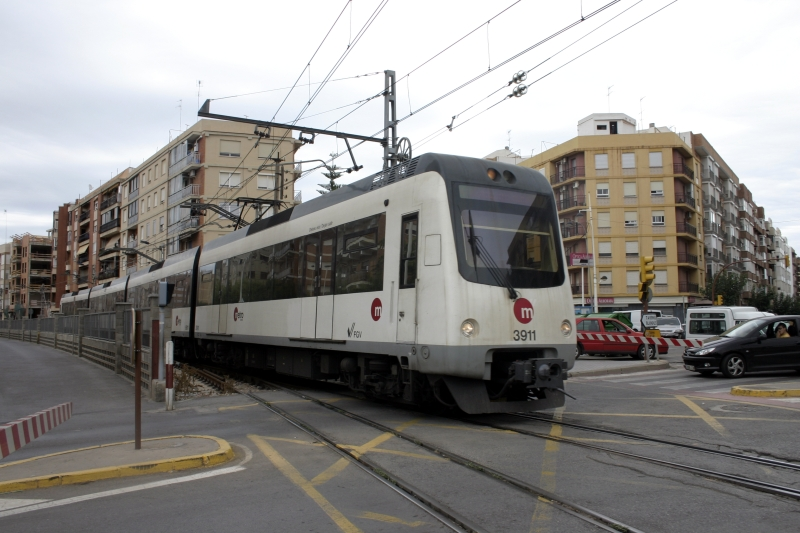
Metro entrando a la estación de Palmaret en 2005

En el año 2010 tuvo lugar un acontecimiento muy importante para Alboraya. Después de más de 70 millones de euros invertidos y de cuatro años desde su inicio, culminaron las obras de soterramiento de las vías del metro a su paso por la localidad. En los alrededores de la estación de Alboraya-Palmaret se construyó un parque, y el antiguo trazado de las vías del metro fue sustituido por un bulevar. A la inauguración del bulevar y las nuevas estaciones soterradas acudieron el presidente de la Generalitat Francisco Camps, el alcalde de Alboraya Manuel Álvaro, la alcaldesa de Valencia Rita Barberá y el conseller de Infraestructuras Mario Flores.

## Servicios
El barrio cuenta con todo tipo de servicios:
- Educación: tiene un colegio concertado con infantil, primaria y secundaria y un centro privado de FP.[9]
- Sanidad: cuenta con un moderno centro de salud en la calle Els Furs. Además, tiene varias clínicas sanitarias privadas como dentistas o veterinario y diversas farmacias.[10]
- Servicios Sociales: cuenta con un centro de servicios sociales del Ayuntamiento.[11]
- Administración y cultura: el Centro Cívico Palmaret acoge la oficina de atención al ciudadano AMIC Palmaret, la cual presta diversos servicios administrativos del Ayuntamiento de Alboraya. Además, en el Centro Cívico del barrio se realizan diversas actividades como talleres y actividades culturales.[12]
- Deporte: el complejo privado Olympia contiene diversas instalaciones deportivas como piscinas o gimnasio, donde los vecinos del barrio realizan actividades deportivas, tanto de manera libre como a través de clases y cursos.[13]

## Transportes

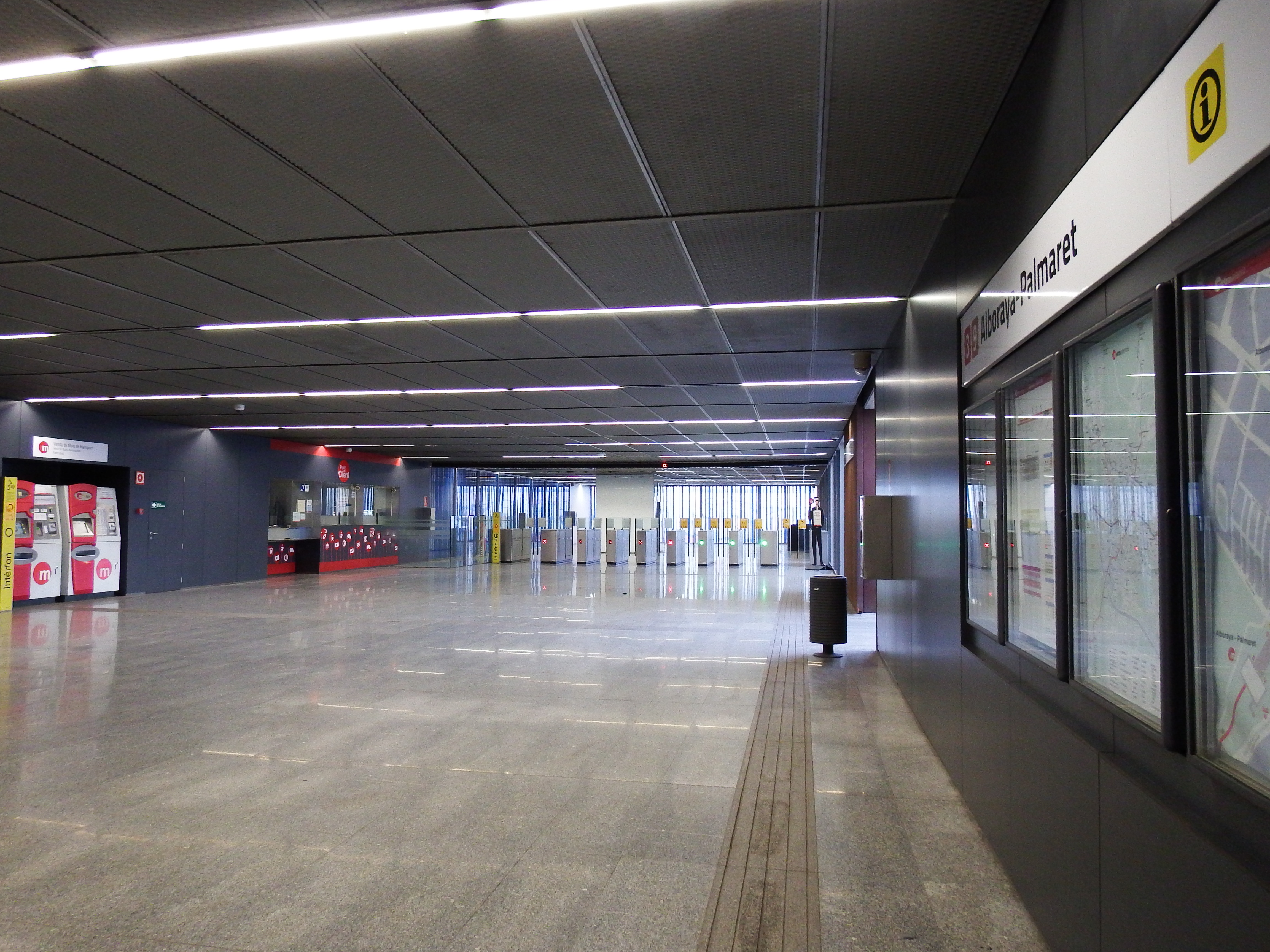
Estación Alboraya-Palmaret

### Metro
El barrio cuenta con una estación de Metrovalencia:
- Alboraya-Palmaret.

Por la que pasan dos líneas de metro:
- Línea 3: Rafelbunyol-Aeroport
- Línea 9: Alboraya-Peris Aragó-Riba-roja de Túria[14]

### Autobús
- EMT Valencia: Por El Palmaret pasa una línea de los autobuses urbanos de la ciudad de Valencia (EMT): 
  - 70 Línea 70: Alboraia - La Fuensanta[15]

- Bus d’Alboraya: El barrio tiene varias paradas del Bus de Alboraya, línea de autobús urbano que recorre el municipio de Alboraya y lo conecta con la localidad próxima de Tabernes Blanques.[16]

## Cultura
En El Palmaret encontramos diversas asociaciones, destacando la Asociación de Vecinos El Palmaret y la Falla El Palmaret. La asociación vecinal lleva varias décadas luchando por los intereses del barrio, además organizan diversas actividades, tanto para sus socios como para todo el barrio.  La Falla El Palmaret es una asociación cultural fundada en 1980 que se encarga de la celebración de las Fallas en el barrio, además de organizar otros eventos durante el resto del año, como San Juan o semanas culturales. Perteneció a la Agrupación de Fallas Mestalla-Benimaclet, pero actualmente pertenece a la Junta Local Fallera de Alboraya.

### Fiestas
- Día Europeo del Vecino: varias asociaciones, como la Asociación de Vecinios El Palmaret, la Asociación Dones Actives y la Falla El Palmaret se unen cada año para celebrar a finales de mayo el Día Europeo del Vecino en el barrio. En este día es tradicional realizar una cena de hermandad en la calle a la que todos los vecinos están invitados. Se trata de la celebración más característica del barrio, en la cual se fomenta el espíritu de vecindad entre sus habitantes.[19]
- Fallas: uno de los acontecimientos más importantes que tienen lugar en el barrio es la celebración de las Fallas. La Falla El Palmaret llena de música y tradición el barrio, mediante pasacalles, despertás, mascletás, verbenas o actividades infantiles.[7]
- San Juan: en fechas próximas a San Juan, la Falla del barrio quema su propia hoguera y organiza varias actividades.
- Firalboraia: es una feria comercial y artesanal que tiene lugar en el Paseo de Aragón, en la que participan múltiples empresas y profesionales de diferentes sectores comerciales y artesanales, además de entidades sociales y culturales. Se realizan numerosas actividades, desde demostraciones de productos hasta conciertos y espectáculos.[20]

## Imágenes

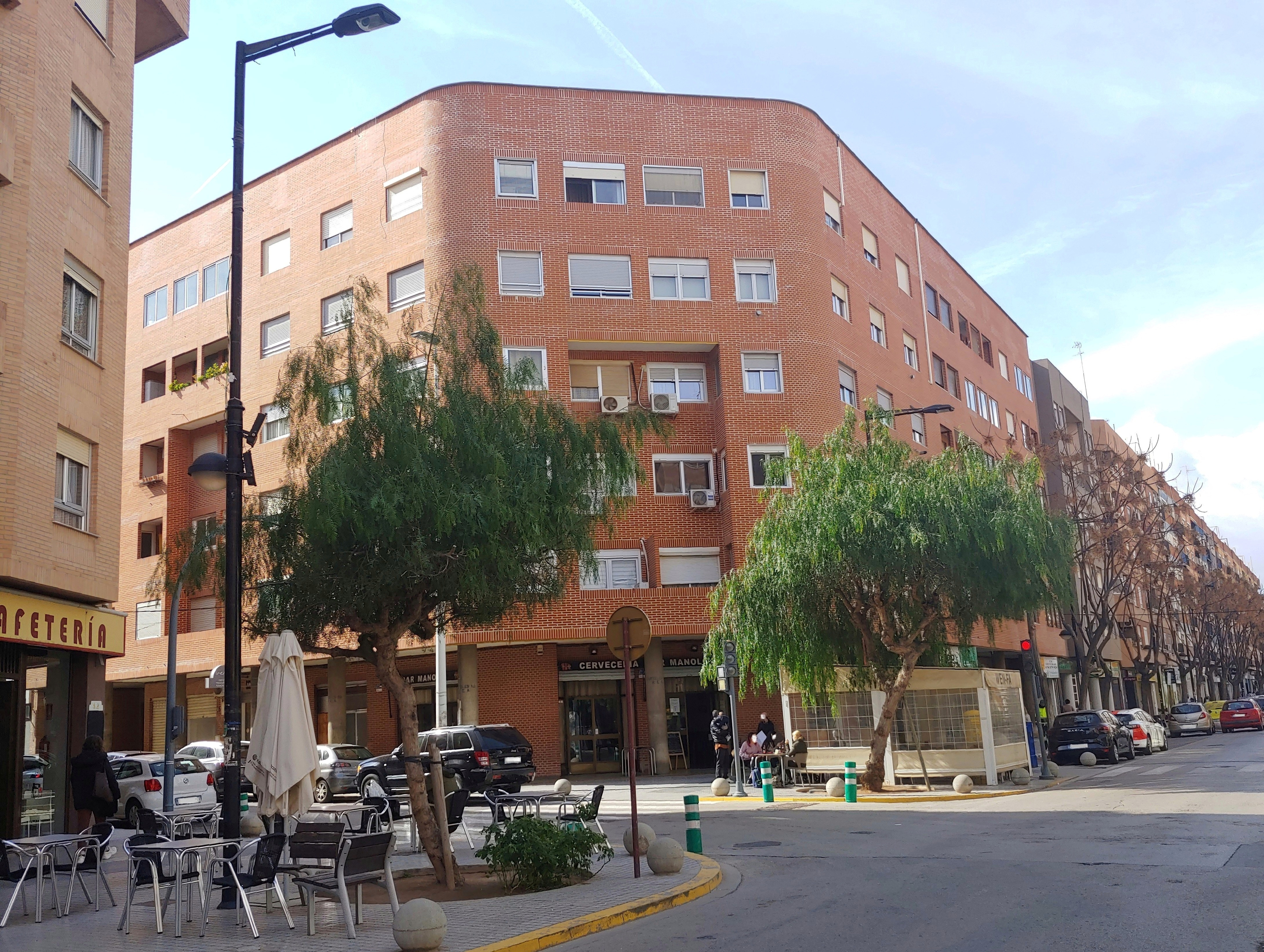
Avenida Ausiàs March
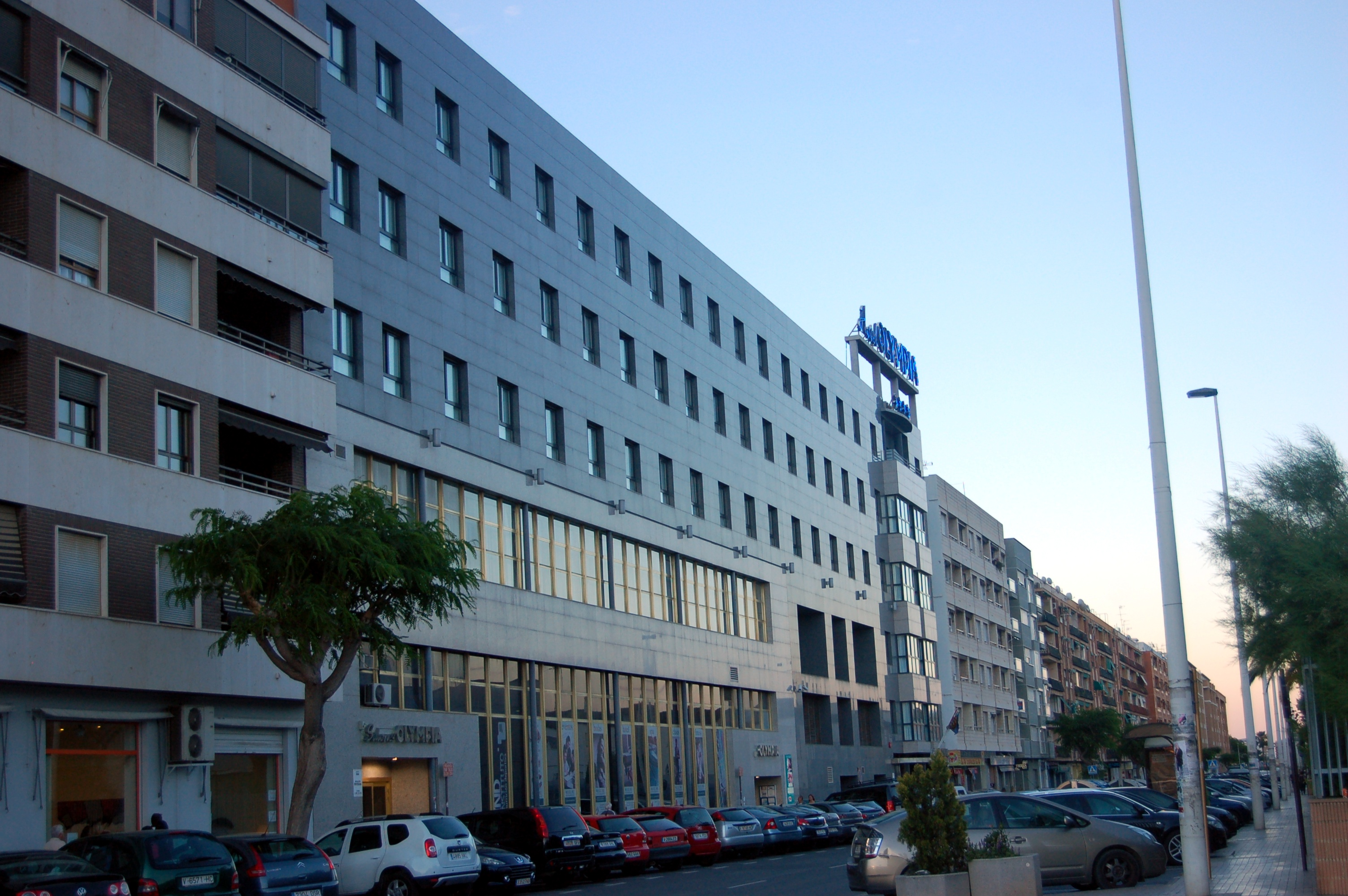
Olympia - Calle Maestro Serrano
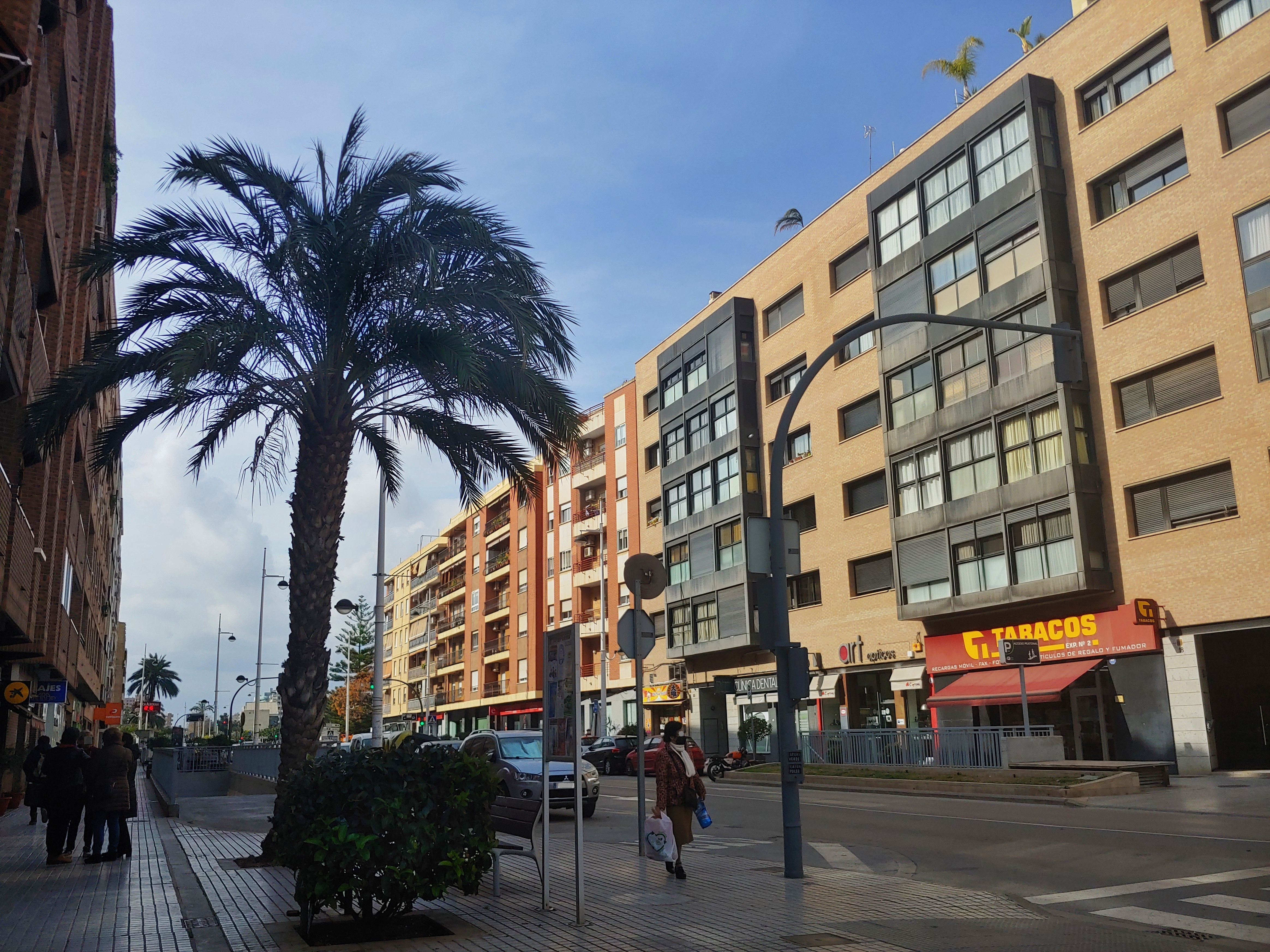
Avenida de la Horchata
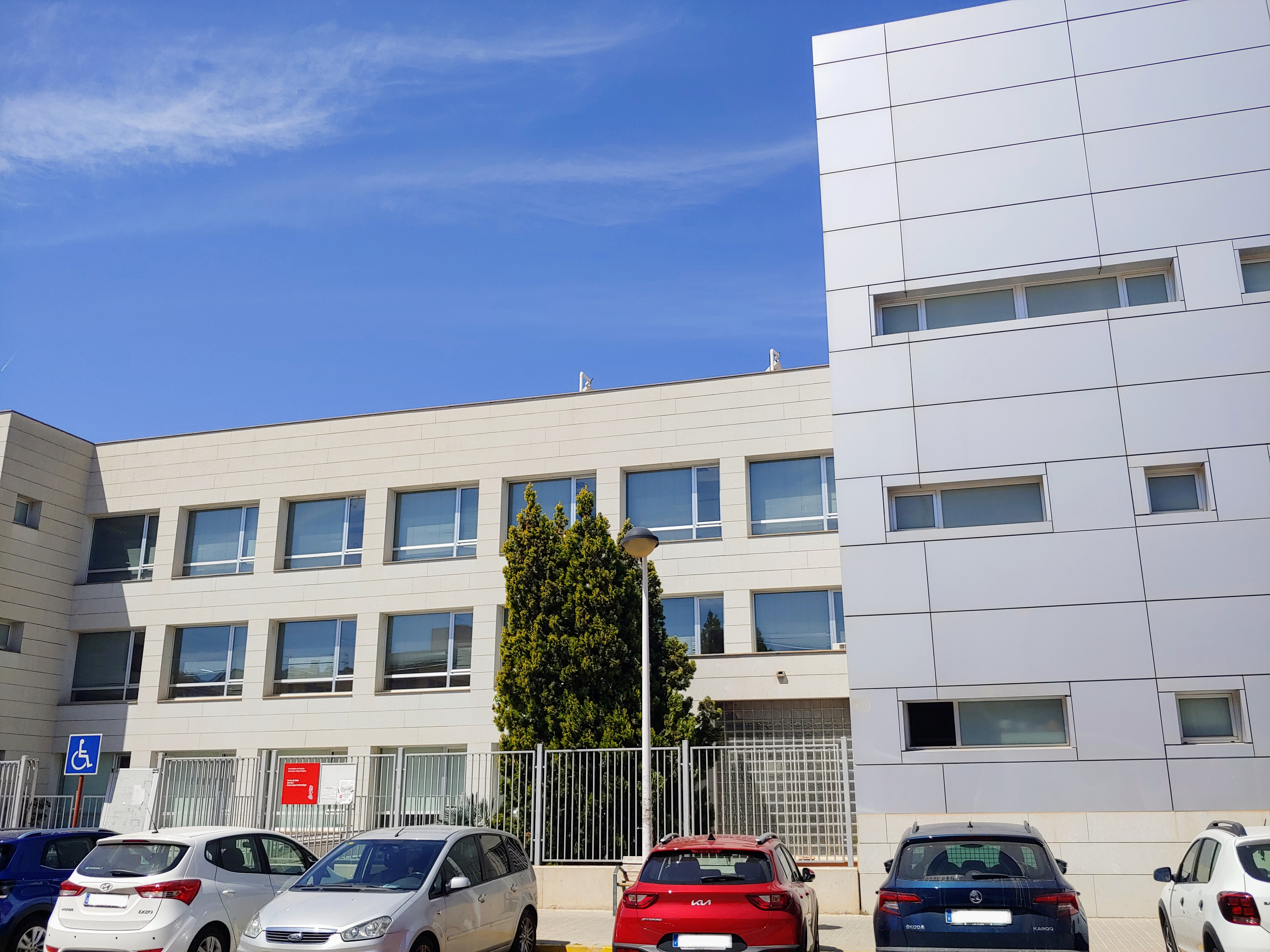
Centro de Salud Els Furs
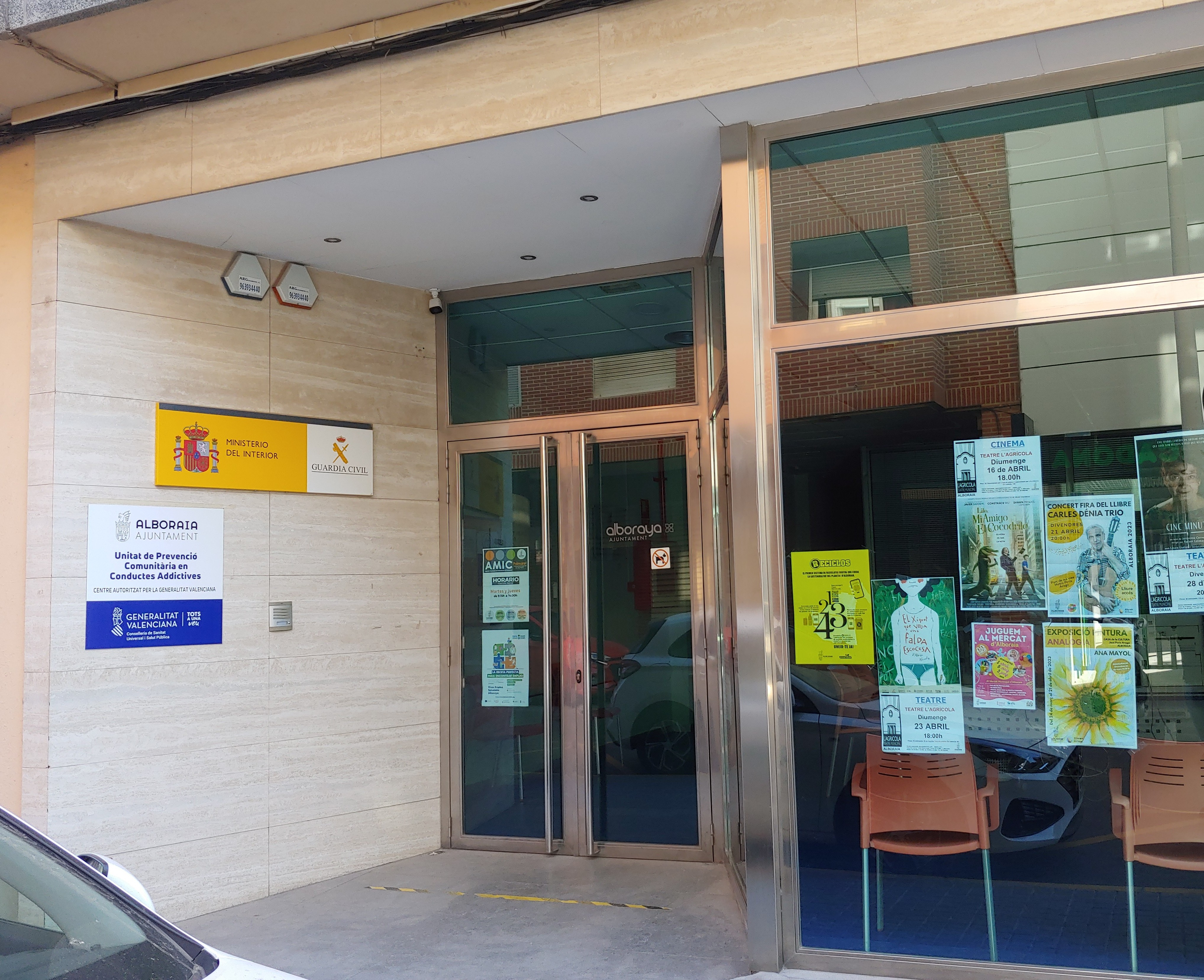
Centro Cívico Palmaret
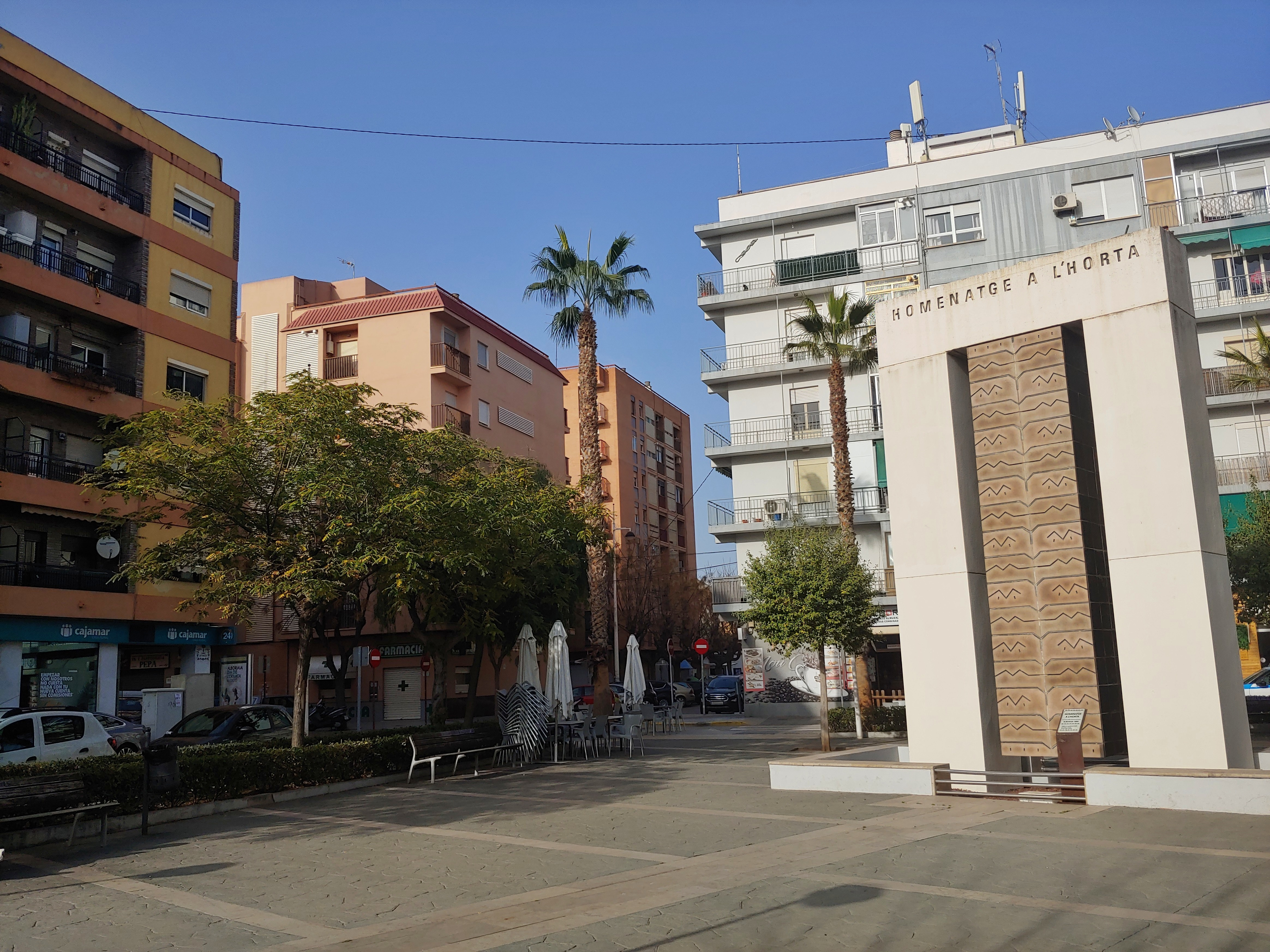
Plaza Francisco Tomás y Valiente
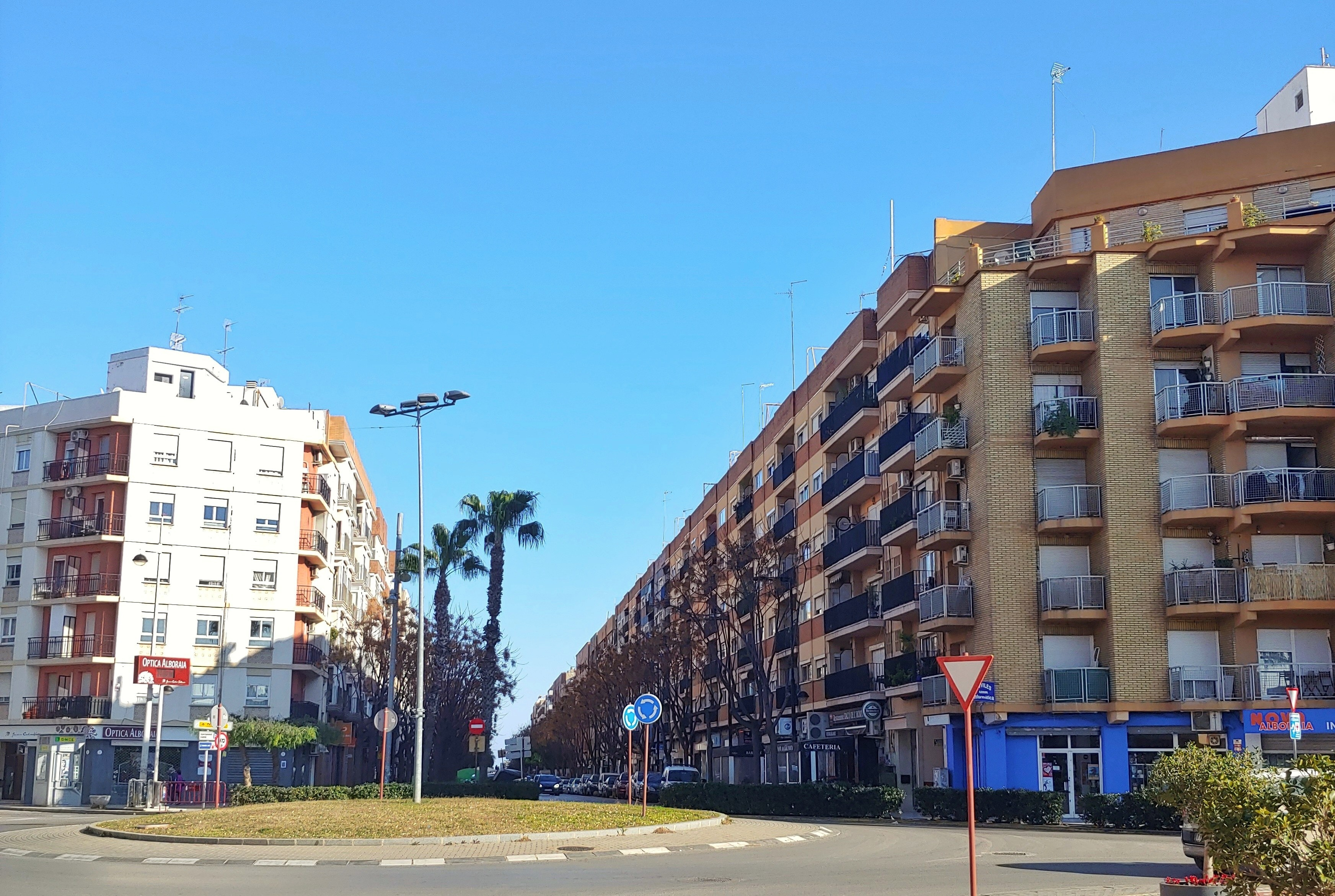
Glorieta
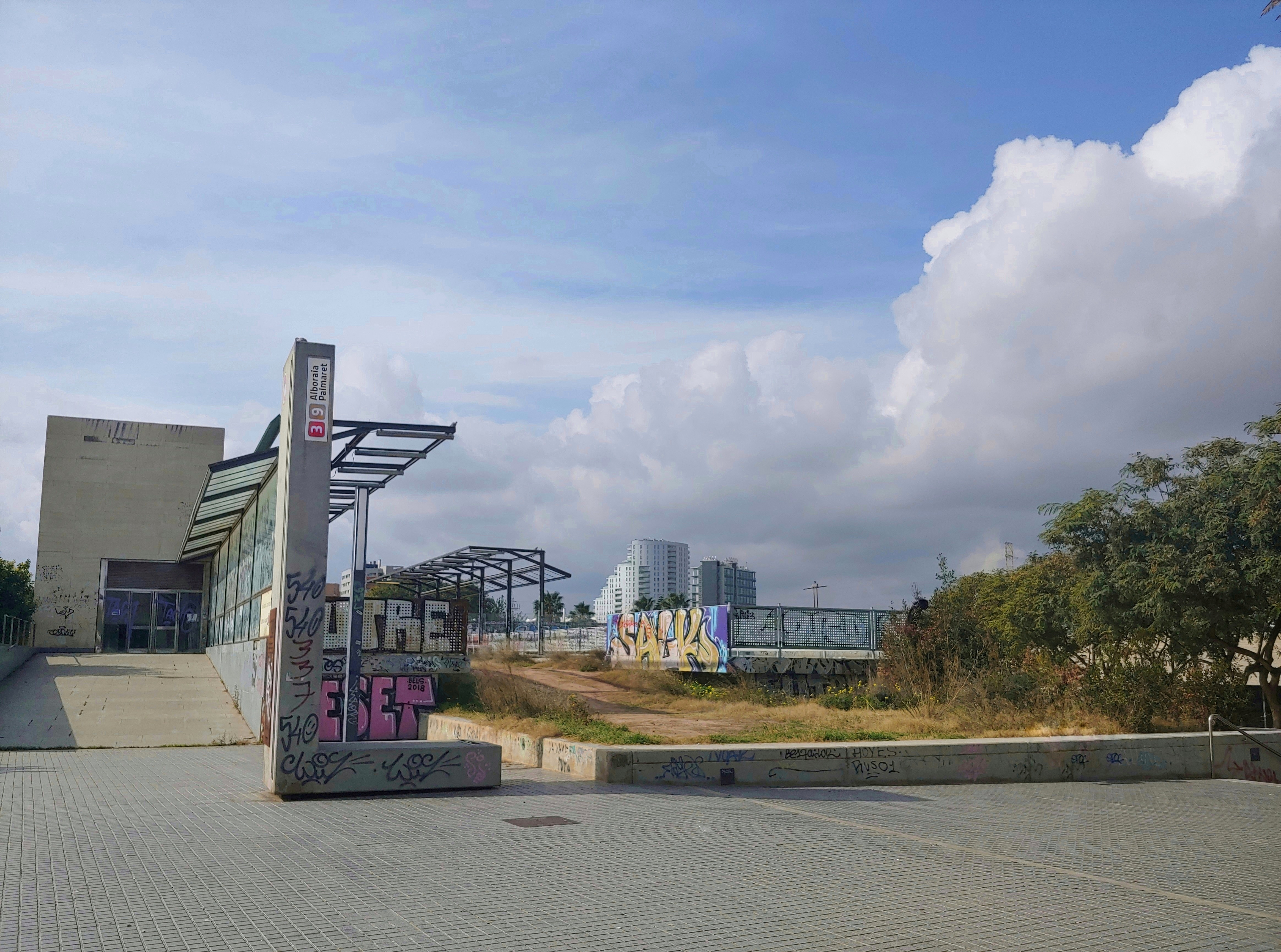
Antigua estación del Palmaret
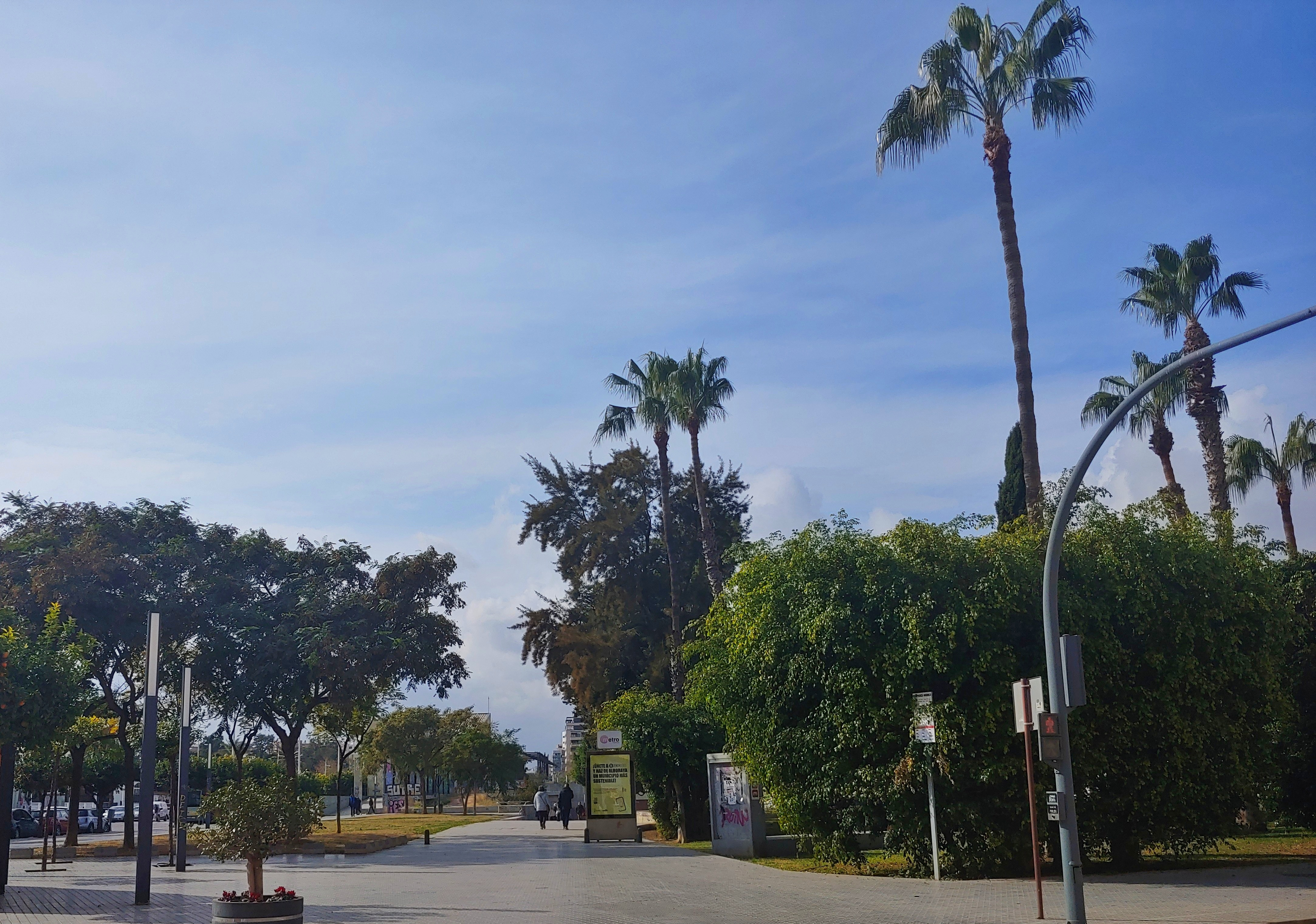
Parque de la estación del Palmaret
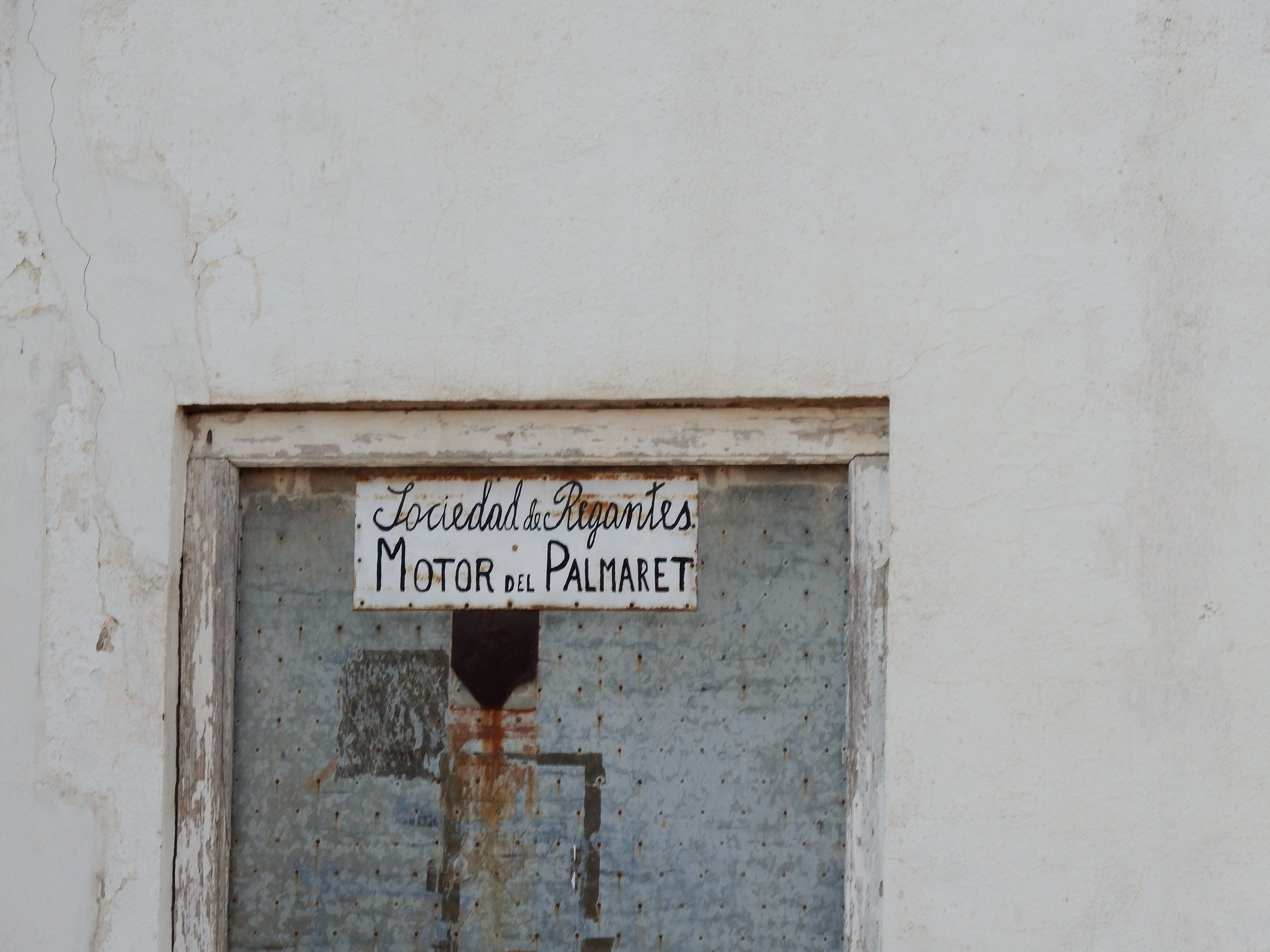
Motor del Palmaret
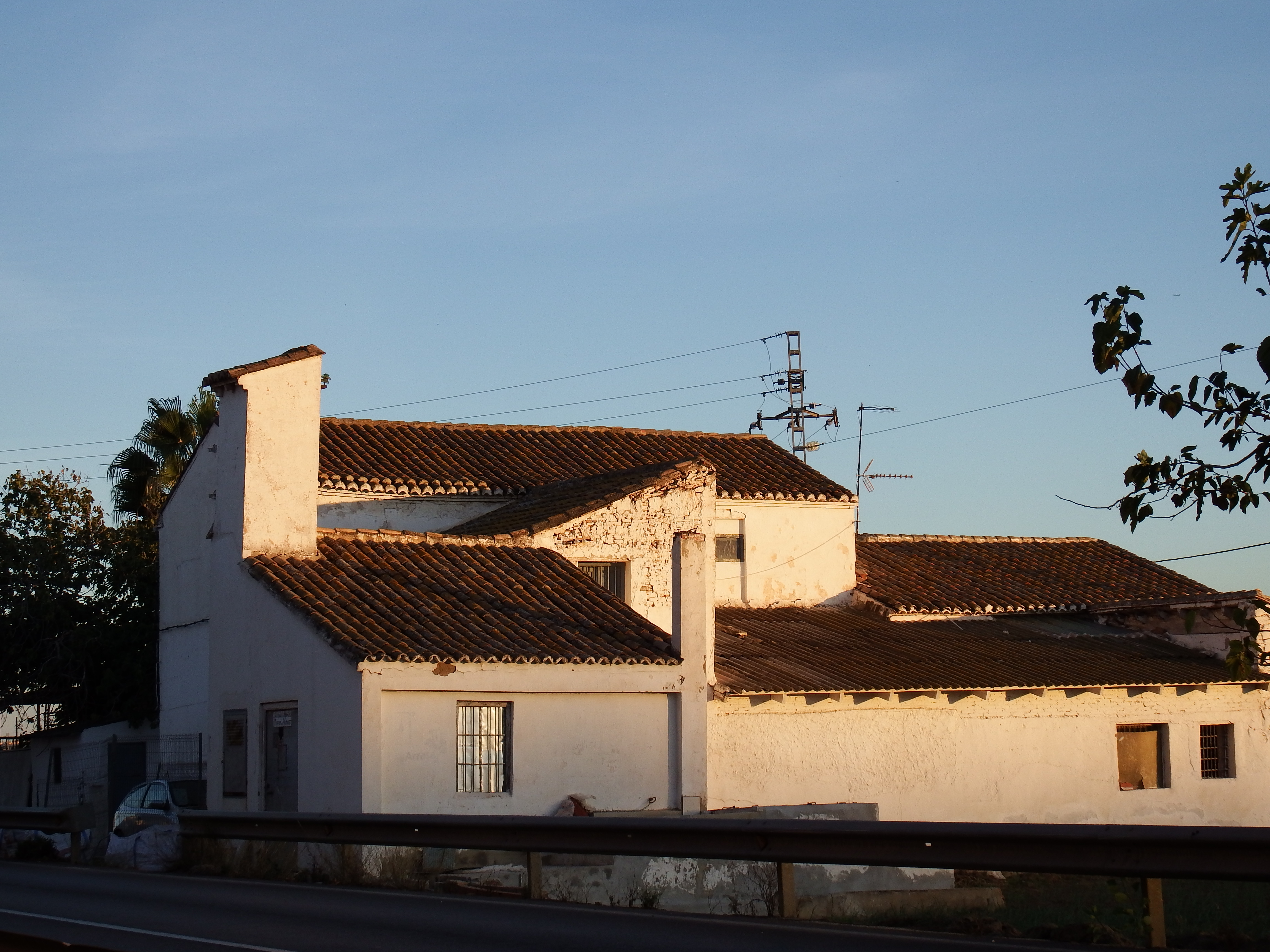
Alquería Motor del Palmaret
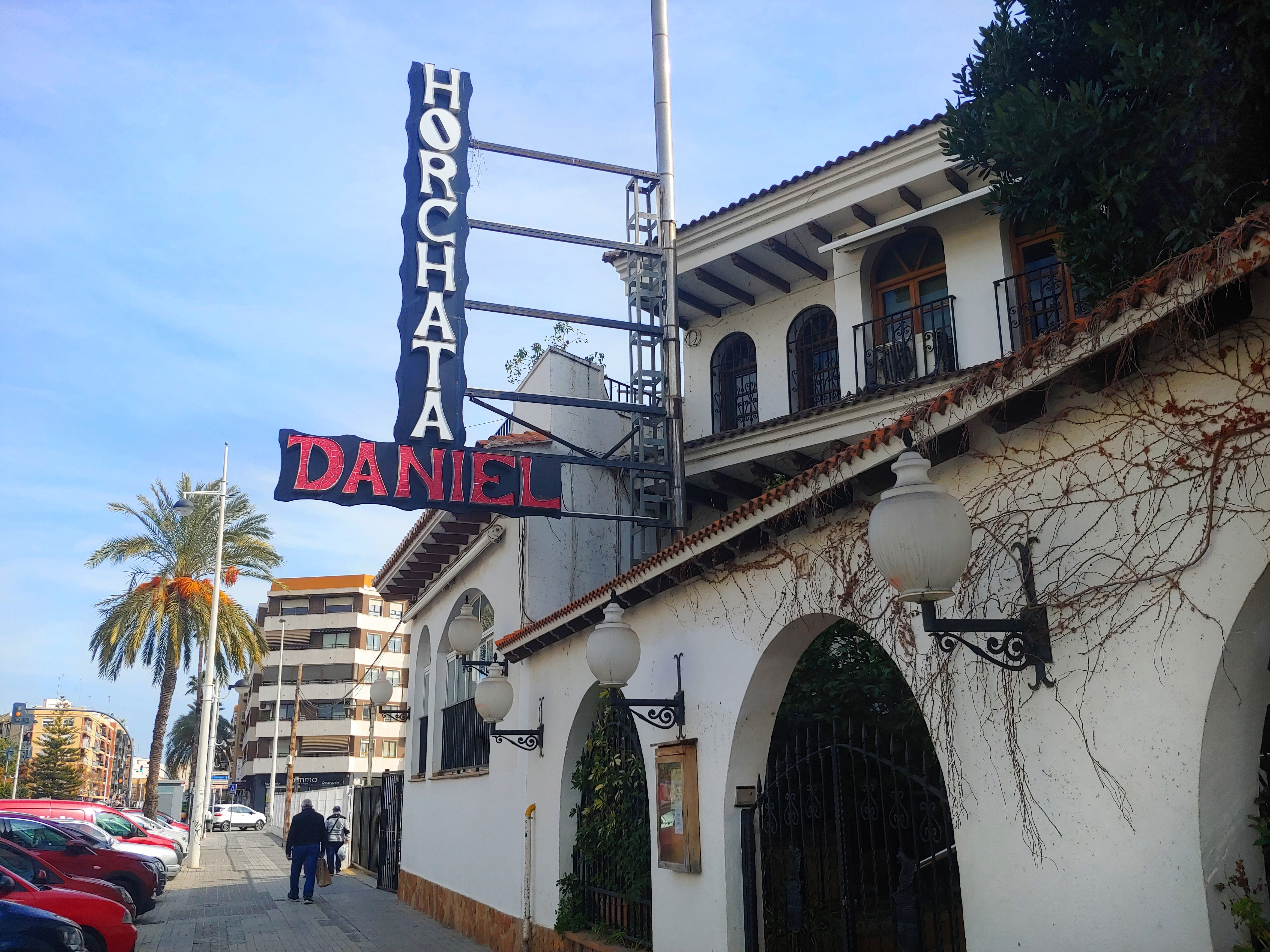
Horchatería Daniel